# Лозине
Лозине (итал. Losine) је насеље у Италији у округу Бреша, региону Ломбардија.
Према процени из 2011. у насељу је живело 559 становника. Насеље се налази на надморској висини од 391 м.

## Становништво
Према резултатима пописа становништва 2011. у општини је живело 591 становника.
| 1951. | 1961. | 1971. | 1981. | 1991. | 2001. | 2011. |
| ----- | ----- | ----- | ----- | ----- | ----- | ----- |
| 764   | 725   | 622   | 598   | 537   | 510   | 591   |